# Miss Universo 1955
Miss Universo 1955 foi a quarta edição do concurso Miss Universo, realizada em 22 de julho de 1955 no Long Beach Municipal Auditorium, em Long Beach, Califórnia, nos Estados Unidos. Candidatas de 33 países e territórios competiram pelo título. No final do evento, a Miss Universo 1954, Miriam Stevenson, dos Estados Unidos, coroou a sueca Hillevi Rombin como sua sucessora. Pela primeira vez na história o concurso foi transmitido pela televisão, mas apenas para alguns lugares dos Estados Unidos.
Apesar de ser apenas a quarta edição, o concurso já atraía grande atenção da mídia estadunidense e internacional, provocando manchetes de jornal pelo mundo, sendo já considerado um grande evento global. Era também a época em que as medidas certas (90-60-90 / busto-cintura-quadril) eram mais importantes que um lindo rosto ou uma grande personalidade, já que ele era patrocinado pelos maiôs Catalina, que tinham seu padrão próprio de beleza corporal. Os jurados, inclusive, recebiam planilhas com estas explicações das melhores medidas.

## Evento
Algumas concorrentes destacaram-se nas preliminares junto à imprensa, como a Miss Inglaterra, Margaret Rowe, considerada, entretanto, muito sexy para um concurso de miss dos anos 50. Maribel Gálvez, de El Salvador, foi chamada nas manchetes de "a Marilyn Monroe centro-americana". Rombin tornou-se a favorita dos analistas assim que apareceu em público de maiô, sendo considerado o corpo mais perfeito da competição, junto com a exótica Miss Ceilão (hoje Sri Lanka), Maureen Hingert, que participava pela primeira vez do concurso.
Entre as 15 semifinalistas escolhidas, além de Rombin, estavam, entre outras, Guatemala, Alemanha, Honduras – sua representante, Pastora Pagán, é até hoje a única hondurenha a chegar as semifinais do Miss Universo – Japão, Argentina, Noruega, Bélgica, Ceilão, EUA, a sexy Miss Inglaterra – mais aplaudida da noite – a brasileira Emília Barreto e a venezuelana Carmen Zubillaga, que, mesmo não conseguindo ir adiante, meses depois se tornaria a Miss Mundo, em Londres, a primeira sul-americana a vencer este título e a primeira de seus país numa longa linhagem de misses venezuelanas que conquistariam os principais concursos de beleza.
Hillevi Rombin venceu o concurso, deixando a Miss El Salvador em segundo e a Miss Ceilão em terceiro. Os dois últimos países (o segundo depois como Sri Lanka) nunca mais conseguiram colocações expressivas no Miss Universo. Com um corpo perfeito e poliglota em cinco línguas, a sueca era uma praticante de ginástica, esqui na neve e atletismo, tendo ganho vários títulos nacionais neste esportes. Depois do concurso, com o contrato ganho da Universal Studios, participou de alguns filmes de Hollywood em papéis secundários, até casar-se em 1957.
Rombin foi a primeira Miss Universo a morrer, num trágico acidente de avião com seu marido, um herdeiro milionário e produtor de filmes e seu filho, em 1996, aos 62 anos de idade. Além dela, apenas a espanhola Amparo Muñoz, a Miss Universo 1974, também é falecida.

## Resultados
| Colocação          | Candidata |
| ------------------ | --- |
| Miss Universo 1955 | - Suécia — Hillevi Rombin |
| 2.ª colocada       | - El Salvador — Maribel Gálvez |
| 3.ª colocada       | - Ceilão — Maureen Hingert |
| 4.ª colocada       | - Alemanha — Margit Nünke |
| 5.ª colocada       | - Japão — Keiko Takahashi |
| Top 15             | - Argentina — Hilda Sarli - Bélgica — Nicole Meyer - Brasil — Emília Barreto - Canadá — Cathy Diggles - Estados Unidos — Carlene Johnson - Guatemala — María del Rosario Molina - Honduras — Pastora Pagán - Inglaterra — Margaret Rowe - Noruega — Solveig Borstad - Venezuela — Carmen Zubillaga |

### Prêmios especiais

#### Miss Simpatia
- Vencedora:  El Salvador —  Maribel Gálvez.

#### Garota Popular
- Vencedora:  Inglaterra — Margaret Rowe.

## Candidatas
Em negrito, a candidata eleita Miss Universo 1955. Em itálico, as semifinalistas.
| - Alasca - Lorna McLeod - Alemanha - Margit Nünke (4°) - Argentina - Hilda Sarti (SF) - Bélgica - Nicole De Meyer (SF) - Brasil - Emília Barreto (SF) - Canadá - Cathy Diggles (SF) - Sri Lanka - Maureen Hingert (3°) - Chile - Rosa Catala - Coreia do Sul - Kim Mee-Chong - Costa Rica - Clemencia de Montis - Cuba - Gilda Marín - El Salvador - Maribel Gálvez (2°, MS) - Equador - Leonor Rodríguez - Estados Unidos - Carlene King Johnson (SF) - Filipinas - Yvonne Berenguer - Finlândia - Sirkku Talja - França - Claude Petit | - Grécia - Sonia Zoidou - Guatemala - María del Rosario Molina(SF) - Honduras - Pastora Pagán (SF) - Índias Ocidentais - Noreen Campbell - Inglaterra - Margaret Rowe (SF, GP) - Israel - Ilana Carmel - Itália - Elena Fancera - Japão - Keiko Takahashi (5°) - Líbano - Hanya Beydoun - México - Yolanda Mayen - Nicarágua - Rosa Lacayo - Noruega - Solveig Borstad (SF) - Porto Rico - Carmen Betancourt - Suécia - Hillevi Rombin (1°) † - Uruguai - Inge Hoffmann - Venezuela - Carmen Zubillaga (SF) |